# Эрго Прокси
Эрго Прокси (яп. エルゴプラクシー Эруго Пуракуси:, англ. Ergo Proxy) — аниме-телесериал в жанре киберпанк, снятый компанией Manglobe, режиссёром Сюко Мурасэ и автором сценария Даи Сато. Состоит из 23 серий, выходил с февраля по август 2006 года в спутниковой сети WOWOW. Действие происходит в постапокалиптическом утопическом будущем, где люди и андроиды-авторейвы мирно сосуществуют, пока вирус не даст андроидам самосознание, заставив их совершить серию убийств. Инспектору Риэл Мэйер поручено провести расследование, обнаружив за ним более сложный заговор, где замешан гуманоидный вид, известный как «Прокси», который является объектом секретных правительственных экспериментов.
Сериал, на который сильно повлияли западная философия и гностицизм, а также содержит множество реминисценций и аллюзий на существующие произведения искусства; представляет собой комбинацию 2D-анимации, 3D-компьютерного моделирования и цифровых спецэффектов. После выхода в Японии аниме было лицензировано для выпуска на DVD компанией Geneon Entertainment и транслировалось трансляцией на телеканале Fuse в США. «Эрго Прокси» также распространялся на австралийском, британском и канадском рынках. С момента релиза сертил получил в основном положительные отзывы, критики высоко оценили визуальные эффекты и темы, рассматриваемые в данном произведении. 12 июня 2015 года Министерство культуры Китая включило «Эрго Прокси» в список «38 наименований аниме и манги», запрещённых в стране.

## Сюжет
На постапокалиптической Земле существует город «Ромдо». Его жители — люди и авторейвы (киборги-андроиды) (яп. オートレイヴ О:тоРэйву от англ. AutoLive — «автоматическая жизнь»). Людям внутри города положено считать это место раем: пригодная для жизни человека окружающая среда поддерживается благодаря Куполу, возведённому над городом. В мире осталось всего несколько таких городов. Авторейвы запрограммированы на служение людям. Городом правят Советники (форма правления близка к аристократической). Сложная экологическая ситуация вне Купола, конфиденциальный демографический контроль внутри города, а также множество других факторов служат оправданием строгому контролю за жителями.
Идиллия и порядок нарушаются многочисленными убийствами в городе. Риэл Мэйер (Re-L Mayer) — девушка-инспектор из Бюро расследований (внучка регента) вместе со своим авторейвом получает приказ расследовать это дело. Расследование осложняется эпидемией вируса «Когито» (лат. Cogito) среди авторейвов, в результате воздействия которого роботы получают душу и чувства, а также иммигрантами и вмешательством властных структур. В процессе расследования открываются некоторые тайны города, кроме того, Риэл узнает о феномене «Пробуждения» и существовании Прокси — не человека и не авторейва. Оказывается, пролить свет на эти тайны может лишь иммигрант по имени Винсент Лоу.
Однако, это лишь первый уровень сюжета. На втором уровне, ближе к концу сериала, из разбросанных подсказок складывается грандиозная картина реальности. Планета Земля, разрушенная беспечным человечеством, временно покинута своими хозяевами, но не забыта. Развёрнуты одновременно два плана возрождения планеты: ожидание самоочищения с минимальным участием пробных организмов — генетически спроектированных «людей», проживающих в куполах, ускорение очищения планеты с помощью машин (авторейвы) и симбиотического био-искусственного интеллекта (советники). При этом Прокси являлся высшей формой существования людей, практически бессмертным Надсмотрщиком, аватаром бога.
Впрочем, земляне не собирались отдавать планету подобным существам, поэтому, с присущим им коварством, встроили в них стремление увидеть Солнце… Собственно, это и было конечной целью проекта: избавиться от бесконечного ядовитого смога, укрывающего планету, к чему и стремились все участники обоих проектов. Вот только солнечный свет приносил немедленную и однозначную смерть отработавшим своё игрушкам. Последние кадры сериала как раз и показывают в просветах туч прибывающие корабли землян.
Однако финал остается открытым: глядя на возвращающиеся корабли, Винсент Лоу, он же Эрго Прокси, готовится к новой битве. История заканчивается его словами: «Я Эрго Прокси, посланец смерти».

## Список персонажей
Винсент Лоу — в начале сериала предстаёт как иммигрант из города Моск (англ. Mosc), работающий в городе Ромдо в Центре Контроля авторейвов, созданном для розыска и уничтожения заражённых авторейвов во Временном иммигрантском секторе FG. Поначалу Винсент неуверен в себе. Он отчаянно пытается стать достойным гражданином Ромдо, но в конечном итоге, не сумев сбросить с себя тяжёлое бремя своего прошлого, покидает город-купол. В начале путешествия, во время разговора с другим Прокси, осознаёт, что страдает потерей памяти, и не помнит, кто он такой на самом деле. Однако со временем выясняется, что Винсент сам является Прокси, Эрго Прокси — посланником Смерти. По мере повествования и возвращения памяти его внешний вид и характер меняется.
Несмотря на скверный характер Риэл Мэйер, Винсент имеет любовные чувства к ней и открыто в этом признаётся (ближе к концу сериала он осознаёт, что видит в ней свою любовь — Монаду). Также он стал беспокоиться и заботиться о Пино. В последних сериях происходит диалог Винсента Лоу/Эрго Прокси с Прокси Единым, в ходе которого выясняется, что он является ответвлением сущности Прокси Единого и что Винсент сбежал из Ромдо ещё до того, как прибыл в качестве мигранта.
Сэйю: Кодзи Юса
Риэл Мэйер — инспектор Бюро расследований и внучка правителя («регента») Ромдо Донова Мейера (англ. Donov Mayer), 19 лет. Расследует обстоятельства ряда убийств, совершённых заражёнными вирусом «когито» авторейвами. Риэл решительна, поддерживает свою физическую форму в хорошем состоянии, имеет сильные интуицию и реакцию. В то же время, Риэл надменна, эгоцентрична, капризна, дерзка и груба. Она — человек, умеющий быстро реагировать на происходящее и делать выбор. Риэл Мэйер смотрит на людей, в частности на Винсента Лоу, крайне высокомерно, не говоря уже об авторейвах. Её можно назвать «принцессой, заточённой в замке»: контролируемый и упорядоченный рай Ромдо, где всё происходит по плану, тесен для неё. Риэл хочет узнать истину. И она узнаёт, что в сущности город Ромдо — лишь обман, что за пределами его купола течёт жизнь и живут люди. Риэл уходит из Ромдо и идёт вслед за Винсентом — её тянет к нему в его путешествии, и Риэл поддаётся этому желанию, чтобы узнать истину о Винсенте и тайне Прокси.
После возвращения в Ромдо Риэл получает от Дедала пули, которыми можно убить прокси, и намерена использовать их против Винсента. Со временем она меняет своё отношение к Винсенту, и проявляет к нему симпатию. К концу истории Риэл пересмотрела свои ценности и по-другому стала смотреть на мир, людей и авторейвов, поняв, что Винсент ей небезразличен.
Сэйю: Риэ Сайто
Пино (Pino) — заражённая вирусом «когито» девочка-авторейв, приёмная дочь Рауля Крида и Саманты Росс. После того, как правительство предоставило Криду право на реального ребёнка (сына), её планировали списать, но несвоевременная смерть Саманты и её ребёнка, а впоследствии и погоня за Пино как за заражённой «когито», побудили её бежать из Ромдо вместе с Винсентом. Сопровождает Винсента в его путешествии. Пино очень разговорчивая и весёлая. Со временем начинает обладать чувствами, подобно человеку, и привязывается к Винсенту. Пино очень любит музыку и играет на разных инструментах. Персонаж Пино является аллюзией на Пиноккио.
Сэйю: Акико Ядзима
Дедал Юмэно — юный гениальный доктор, глава Медицинского бюро и здравоохранения Ромдо. Имеет прозвище «Принц». Друг Риэл Мейер с раннего детства, Дедал всегда стремится помочь ей. Дедал любит Риэл и всячески оберегает её. Молодой гений занимается исследованием «Прокси», изначально старается скрыть от Риэл его суть, однако первую информацию о прокси она получает именно от него. В какой-то момент Юмэно отстраняют от исследований, но ему удаётся договориться с Кридом и он продолжает работу.
К концу сериала, с помощью оживлённых клеток Амрита, полученных из тела Монады, создаёт Риэл-2. Дедал всё больше разочаровывается в сути существования человечества под куполом. Осознав сущность Прокси и устройство Ромдо, а также собственную ненужность, он погибает под обвалом, не желая спастись. Перед смертью просит Риэл поторопиться, чтобы «увидеть истину».
Сэйю: Санаэ Кобаяси
Рауль Крид — внешне невозмутимый глава Бюро безопасности Ромдо, Рауль имеет в своих руках и силу, и власть. Он серьёзен и решителен в своих начинаниях. У него есть семья — жена и ребёнок, на которого в начале истории он получает разрешение. Также у него была Пино, которая являлась авторейвом-компаньоном в качестве замены ребёнка до получения разрешения. Семья Крида погибает от руки Монады, которая бежит за Винсентом, из-за чего Рауль ненавидит прокси и стремится их уничтожить. Поставленный перед какой-то задачей, Рауль решает её любыми доступными методами. Как Рауль сам признаётся Дедалу, он хочет спасти мир. Верящий себе и готовый идти до конца. Но выходит так, что к концу истории это ставит его в сложные обстоятельства и приводит к гибели.
Сэйю: Хикару Ханада
Игги — антураж Риэл Мейер, спокойный долговязый авторейв, всюду сопровождающий девушку. Когда Риэл плохо, он поддерживает её всеми доступными ему средствами; если она оказывается в опасности, он без раздумий рискует собой, чтобы её спасти. Авторейв Игги, идеальная машина-антураж, выполняющая свои обязанности. Однако как и все авторейвы он подвержен заражению вирусом Когито. Даже после заражения и обретения души он не перестал защищать Риэл, она по-прежнему осталась для него raison d’être (смыслом жизни). Но позже, потеряв её, он решает, что если убьёт Винсента, то хозяйка-Риэл вернётся, и он снова обретёт свой смысл жизни. Он пытается убить Винсента, но безуспешно. После неудачной попытки убийства он спасает Риэл от другого авторейва, потерявшего raison d’être, и взрывается вместе с ним. Перед смертью он будто раздваивается на двух личностей — Игги, обвиняющего Риэл в своих увечьях (как душевных, так и физических) и Игги, всё ещё любящего Риэл. Девушка, будучи не в силах видеть его мучения, добивает его из своего оружия. Его смерть не стала напрасной: впоследствии эгоистичный характер Риэл изменится в лучшую сторону, поскольку последние слова Игги запали ей в душу.
Сэйю: Киёмицу Мидзути
Риэл-2 — вторая Монада Прокси: была создана Дедалом. Является аллюзией на Икара и Ариадну. После того, как Эрго Прокси встречается с Прокси Единым, она приобретает крылья, что комментируется Дедалом, как конец её преображения. Умирает в конце от солнечного света, не сумев уговорить Винсента пойти с ней.
Прокси Единый — создатель города Ромдо. Предстаёт перед зрителем только в конце сериала, причём разговаривает только в последних сериях с Риэл Мейер, Висентом Лоу и Риэл-2, однако о нём упоминается и ранее (в 15 серии «Адская викторина/Кто хочет стать миллионером»). Поскольку Эрго Прокси и Прокси Единый — по сути одно и тоже, их внешность ничем не отличается (кроме маски, которую периодически носит Эрго Прокси). В последней серии умирает, не желая больше существовать.  
Сэйю: Хотю Оцука

## Производство
Это происходит в будущем. Группа роботов заражается чем-то, называемым вирусом Кодзиро [sic], и осознаёт своё собственное существование. Итак, эти роботы, которые были инструментами людей, решают отправиться в приключение на поиски самих себя. Они должны решить, создал ли вирус, который их заразил, их личность, или они обрели свою личность во время своих путешествий. Этот вопрос призван представить наши собственные дебаты о том, становимся ли мы теми, кто мы есть, из-за нашего окружения или из-за вещей, которые присущи нам. Все роботы названы в честь философов: Деррида, Лакана и Гуссерля.
Ergo Proxy был снят режиссёром Сюко Мурасэ, а главным сценаристом был Дай Сато; дизайнером персонажей — Наоюки Онда. Аниме было первоначально анонсировано на выставке MIP TV во Франции в качестве 23-серийного телесериала. Студия Manglobe первоначально обратились к Сюко Мурасэ с концепцией футуристического детективного триллера, который включал название, схему сюжета для 1—3 серий и концепцию дизайна для персонажа Ромдо. Кроме того, они позволили ему развить идею в сторону более экзистенциалистского уклона: 

Там было почти слишком много свободы. Сериал, запланированный для показа в коммерческой сети, имеет ограничения в зависимости от временного интервала. У спонсоров часто есть запросы, направленные на то, чтобы помочь продвинуть рамки работы; и мерчандайзинг влечёт за собой совершенно другой набор требований. Для сравнения, всё, с чем приходилось иметь дело Ergo Proxy, — это выпуск DVD и телевизионная трансляция по платному спутниковому каналу.
Когда его спросили о том, как он придумал название Ergo Proxy, Сато просто ответил: «это звучит круто». Мурасэ объяснил, что изначально он хотел использовать концепцию того, что у каждого есть другое «Я» внутри себя: идею о том, что внутри человека есть две личности, и отметил, что фраза Рене Декарта «cogito, ergo sum» была вдохновением для этого. Сато заявил, что изначально они не хотели явно выражать концепции гностицизма в аниме. Однако их личные убеждения в конечном итоге отразили идеи гностицизма, поняли, насколько хорошо подходят эти термины, и решили их использовать.
Сначала они намеревались сделать Винсента главным героем, а Риэл — второстепенным персонажем; однако по мере того, как они конкретизировали её характер, она стала гораздо более сильным персонажем и начала перетягивать внимание на себя. Это дало им возможность разделить повествование между двумя персонажами вместо того, чтобы вести историю с одним главным героем.

## Медиа

### Аниме
В Японии Ergo Proxy транслировался в сети спутникового вещания платного телевидения WOWOW с 25 февраля 2006 года, завершившись 12 августа 2006 года. Ergo Proxy был затем выпущен Geneon Entertainment на девяти томах DVD с 25 мая 2006 года по январь 25, 2007. Сериал был лицензирован Geneon Entertainment для выпуска в регионе 1 21 ноября 2006 года в шести частях. Премьера английского дубляжа Ergo Proxy состоялась на платном телеканале Fuse с 9 июня 2007 года по 24 ноября 2007 года в Соединённых Штатах, полная коллекция DVD была выпущена в декабре 2008 года. В России «Эрго Прокси»
вышел как коллекционное издание на 6 DVD и с таким же количеством открыток-обложек.
3 июля 2008 года Geneon Entertainment и Funimation Entertainment объявили о соглашении о распространении избранных игр в Северной Америке. В то время как Geneon Entertainment по-прежнему сохраняла лицензию, Funimation Entertainment получила эксклюзивные права на производство, маркетинг, продажи и распространение избранных наименований, включая «Эрго Прокси». По состоянию на 28 августа 2012 года сериал был лицензирован Funimation и переиздан под лейблом Anime Classics. Geneon также выпустила полную коллекцию Blu-ray-дисков на четырёх дисках 25 сентября 2012 года и две коллекции DVD-дисков 25 сентября 2012 года и 22 августа 2012 года, соответственно. В 2018 году в продажу поступило издание на Blu-ray от NBCUniversal Entertainment Japan «по специальной цене».
В Австралии и Новой Зеландии DVD-диски Ergo Proxy издавались компанией Madman Entertainment, первый том вышел в марте 2007 года. Первый том Ergo Proxy был выпущен в Великобритании компанией MVM Films 6 августа 2007 года. Английский дубляж Ergo Proxy транслировался на телеканале ABC2 с 3 июля по 4 декабря 2007 года. В Канаде английский дубляж показывался на цифровом канале платного телевидения G4techTV в программном блоке аниме с 26 июля по 27 декабря 2007 года. 
В 2016 году Funimation издала сериал на Blu-ray в честь 10-летия, соотношение сторон — 1,78:1 (16:9), звук — DTS-HD Master Audio 5.1. В Великобритании дистрибьютором так же выступила MVM Films, в Германии — Nipponart, во Франции — Dybex, в Италии — Dynit. В 2018 году в США появилось переиздание. Британский совет по классификации фильмов присвоил рейтинг 12, Австралийская аттестационная комиссия — MA15+. FSK в Германии рекомендовала просмотр от 16 лет. В России также установлено возрастное ограничение — зрителям, достигшим 16 лет.

### Манга
Спин-офф манга под названием Centzon Hitchers and Undertaker (センツォン・ヒッチャーズ&アンダーテイカー, Sentson Hitchāzu & Andāteikā) была написана студией Manglobe, иллюстратором был Юмико Харао. Манга была опубликована в ежемесячном воскресном выпуске Shogakukan Sunday GX в марте-декабре 2006 года. Позже он был выпущен в двух танкобонах, первый 18 августа 2006 года, а второй 19 февраля 2007 года.

### Музыка
Два саундтрека к аниме-сериалу под названием Ergo Proxy OST opus01 и Ergo Proxy OST opus02 были выпущены компанией Geneon Entertainment в Японии 25 мая и 25 августа 2006 года. В обоих альбомах представлены композиции Ёсихиро Ики. Opus01 содержит эндинг — песню «Paranoid Android» группы Radiohead. Opus02 включает опенинг «Kiri» группы Monoral, изначально продавался вместе со специальным изданием первого DVD в регионе 1.
| №   | Название                              | Длительность |
| --- | ------------------------------------- | ------------ |
| 1.  | «awakening»                           | 1:46         |
| 2.  | «kiri»                                | 1:46         |
| 3.  | «new pulse»                           | 3:14         |
| 4.  | «No. 0724FGARK»                       | 3:15         |
| 5.  | «prayer»                              | 2:53         |
| 6.  | «raging pulse»                        | 3:26         |
| 7.  | «autoreiv contagion»                  | 2:33         |
| 8.  | «Romdo overshadows»                   | 2:26         |
| 9.  | «RE-L124c41+»                         | 2:55         |
| 10. | «deal in blood»                       | 3:13         |
| 11. | «wasteland nostalgia»                 | 4:02         |
| 12. | «vital signs»                         | 3:11         |
| 13. | «written on clouds»                   | 3:22         |
| 14. | «WombSys»                             | 3:22         |
| 15. | «last exit to paradise»               | 3:38         |
| 16. | «he the empty»                        | 2:56         |
| 17. | «Centzontotochtin»                    | 2:59         |
| 18. | «Fellow Citizens»                     | 2:46         |
| 19. | «Paranoid Android» (в исп. Radiohead) | 6:23         |

| №   | Название                | Длительность |
| --- | ----------------------- | ------------ |
| 1.  | «futu-risk»             | 2:45         |
| 2.  | «mazecity»              | 3:02         |
| 3.  | «bilbul»                | 3:20         |
| 4.  | «confession»            | 1:55         |
| 5.  | «wrong way home»        | 2:49         |
| 6.  | «busy doing nothing»    | 3:22         |
| 7.  | «cytotropism»           | 3:13         |
| 8.  | «angel's share»         | 3:15         |
| 9.  | «hideout»               | 3:01         |
| 10. | «ophelia»               | 1:53         |
| 11. | «domecoming»            | 3:33         |
| 12. | «terra incognita»       | 3:22         |
| 13. | «deus ex machina»       | 3:30         |
| 14. | «eternal smile»         | 1:57         |
| 15. | «life after god»        | 3:14         |
| 16. | «Goodbye Vincent»       | 2:49         |
| 17. | «shampoo planet»        | 2:28         |
| 18. | «kiri» (в исп. Monoral) | 4:18         |

## Приём критиков
Ergo Proxy получил в основном положительные отзывы, критики хвалили сериал за его сложные визуальные эффекты, эстетику киберпанка и интеллектуальные темы; в то же время критиковали неравномерное повествование и чрезмерную зависимость от философских отсылок. Newtype USA заявили, что они «были взволнованы предпосылкой шоу, в котором представлена сложная драма, окружающая поразительно красивого следователя по расследованию преступлений Риэл Мэйера, и сложная научно-фантастическая обстановка, включающая роботов, живущих в человеческом обществе и гротескное множество уникальных монстров». Newtype продолжал хвалить «потрясающий актёрский состав и тщательно продуманный сюжет». Newtype USA показал первый DVD Ergo Proxy в своём «DVD месяца», описав его как «шоу, которое вознаграждает зрителей глубоким, правдоподобным и, прежде всего, продуманным научно-фантастическим сюжетом, а не просто сбивает роботов вместе».
THEM Anime высоко оценил визуальные эффекты и темп сюжета, отметив при этом, что самым большим недостатком серии является то, что иногда дизайн может быть непоследовательным. Зак Бертши из Anime News Network дал ему общую оценку B+ и раскритиковал персонажей, заявив, что «Это неудачное пятно на отличной в остальном серии». Тем не менее, он похвалил анимацию, заявив, что «Фоны, в частности, потрясающе детализированы и красивы, что является сюрпризом, учитывая тёмное, мрачное окружение» Карло Сантос, также из Anime News Network, раскритиковал середину и концовку аниме, заявив, что «Некоторые из средних эпизодов возвращаются к экспериментальным трюкам и не продвигают историю, в то время как финал становится огромным беспорядком, поскольку он отчаянно пытается решить каждую отдельную сюжетную точку. Даже в анимации есть неловкие моменты непоследовательности». Тем не менее, Сантос продолжал заявлять: «За то, что вы так усердно пытаетесь достичь высот сложного жанра, Ergo Proxy всё ещё заслуживает похвалы. Он достигает большего, чем большинство других аниме-сериалов когда-либо надеялись, с недостатками и всем прочим».
Контрибьютор IGN Д. Ф. Смит в 2008 году в обзоре DVD-дисков оценил сериал на 7 баллов из 10 возможных. Смит в целом счёл визуальные эффекты, музыку и озвучку Ergo Proxy исключительными, но заявил, что общая история была слишком сложной и слишком сильно опиралась на философские отсылки, а не на сильное повествование. В заключение Д. Ф. Смит написал: «Следовательно, Proxy не лишён своей доли разочарований, но даже в этом случае у него чертовски много возможностей. То, чего ему не хватает в плане по-настоящему захватывающей, увлекательной истории, он частично компенсирует мощным саундтреком, некоторыми мощными визуальными эффектами и случайным мощным пониманием. Если это те вещи, которые вы ищете в японской анимации, вы можете вообще не найти этот сериал разочаровывающим». Другой обозреватель IGN, Рамсли Айлер, назвал вступительную заставку Ergo Proxy 10-м величайшим опенингом аниме. Айлер похвалил использование мрачных визуальных эффектов в начале в сочетании с оптимистичным тоном песни, сравнив её с музыкальным видео Nine Inch Nails или Lifehouse.
Журнал «АнимеГид» задал вопрос: что такое Ergo Proxy? Киберпанковский детектив? Легенда о богах и героях, замаскированная под научную фантастику? «Нудная экзистенциальная экспозиция» страдающего раздвоением сознания главного героя? Ergo Proxy — это «мозаичное панно сюжетов, жанров, аллюзий и символических намёков», и данная структура сериала начинает проявляться с самого начала, как только зритель осознаёт, что его очень навязчиво пытаются уверить, будто перед ним стилизация «Бегущего по лезвию» под некую постапокалиптическую антиутопию. С завязкой аниме можно сравнить фильм Ридли Скотта, «породивший кинематографических киберпанков». Молодой охотник на обретших разум роботов получает задание отыскать группу «репликантов», однако с каждым шагом всё больше осознаёт, что и он сам, возможно, не совсем человек. Сериал «уверенно выворачивает наизнанку» уже знакомые элементы сюжета. Винсент Лоу находится «под колпаком» у прекрасной и надменной Рил Мейер (Эми Ли из группы Evanescence поразилась бы сходству), которая волею судеб оказывается на пути у Эрго Прокси. Один охотник становится жертвой другого, который, в свою очередь, начинает задумываться, не ведётся ли на него такая же охота? Порочный круг, созданный из неспособности самих героев определить, кто они, «вплетается в другие многочисленные круги тайн пронизанного червоточинами мегаполиса не очень далёкого будущего».
В ходе просмотра можно заключить, что Ergo Proxy включает все четыре основных сюжета, описанных Хорхе Луисом Борхесом: осаду крепости, поиск, возвращение домой и самоубийство Бога. Винсент «тщетно пытается взломать неприступные стены своего закрытого подсознания». Недоступная и «безгранично ранимая» Рил Мейер готова «идти до края света, лишь бы найти окончательную правду о чудовище Прокси, встреча с которым изменила её, превратив из испорченной бездельницы без жизненной цели в испорченную бездельницу с таковой». Винсент и Рил невольно становятся попутчиками, вынужденными бежать из «золотой клетки» Ромдо, «прогнившего насквозь райского сада». В этом возвращении домой Винсент надеется получить ответы на вопросы, а Рил — понять, кто он такой и каким образом связан с тайной Прокси. Четвёртую историю символизирует сам Эрго, «блуждающий бог, чудовище в маске, самопровозглашённый посланник смерти». Не обременена подобным «психологическим грузом» лишь Пино, путешествующая вместе с Рил и Винсентом на летающем паруснике «в поисках то ли Страны дураков, то ли просто весёлых приключений». По мнению рецензента, сюжет крайне неровен с композиционной точки зрения, «представляя то герменевтический детектив, то дневник путешествий, то экзотические погружения в глубины подсознания героев. Аниме определённо страдает от отсутствия единства художественного стиля». К середине выпуска невозможно предугадать, что ждёт в следующей серии. Создателям несколько раз удалось показать неожиданные повороты. Зрители могут как разочароваться «излишней запутанностью подхода авторов к рассказыванию историй», так и порадоваться нелинейному повествованию. Ergo Proxy — сериал не для всех, однако он может доставить «неожиданное удовольствие от осознания того, что яркое образное мышление у японских режиссёров пока ещё не иссякло».
Anime News Network в статье 2021 года обращает внимание, что на протяжении всей письменной истории человечество беспокоит один и тот же вопрос: «Зачем я здесь?». Независимо от того, искать ли это в религии, философии, друзьях и семье, карьере или плеяде других нюансов, предназначение людей всегда было предметом разговоров и споров. Куда бы ни пойти за ответами, получится определение с социальными и культурными предубеждениями. Поскольку цивилизация развивалась тысячелетиями, становясь более переплетённой и взаимосвязанной, казалось, что этот вопрос только ставился шире. Чем больше люди узнают о вселенной, в которой живут, тем ничтожнее становятся. Человечество постоянно находится в экзистенциальном кризисе, и нет никаких признаков, что он когда-нибудь завершится. Для Рене Декарта этот конфликт был краеугольным камнем в вечном поиске истины. Для подведения итога данного изыскания часто используется грубое упрощение его идей и аргументов, латинское изречение Cogito ergo sum. Один из центральных столпов современного скептицизма был наиболее ясно изложен Антуаном Леонаром Тома в эссе 1765 года о Декарте: «Я сомневаюсь, значит мыслю; я мыслю, значит существую». Ergo Proxy относится почти ко всему из перечисленного. Персонажами движет не альтруизм или желание исправить ошибки несправедливой системы, возглавляемой эгоистичными социопатами. Они здесь, чтобы понять свой raison d'être. Фраза «повторяется до тошноты», как будто герои боятся, что зрители упустят суть. По иронии судьбы, «смысл существования» отчётливо проявляется благодаря воздействию вируса Cogito. Все ауторейвы обладают настраиваемыми личностями, называемыми приложениями Тьюринга. Это отсылка на одноимённый тест, разработанный в 1950 году. Его можно увидеть в таких произведениях, как «Бегущий по лезвию», «Из машины», «Мир Дикого Запада» и Detroit: Become Human. Экзистенциальный кризис авторейвов лучше всего представлен в 13 серии. Когда Игги произносит последние слова, становится ясно, что желание защитить Рил поддерживало его, в то же время являясь источником величайшей боли. 
Привлекательной стороной и проблемой выступает перегруженность сериала, где присутствует слишком много философии. В результате вторая половина Ergo Proxy в значительной степени опирается на сомнительные метафизические лекции, замаскированные под видения и кошмары. Хотя это не первое аниме, которое использует данный приём, рецензент считает его ненужным, так как визуальные эффекты уже содержат отсылки на обсуждаемые темы. Ergo Proxy во многом определяется уникальным стилем и подачей: приглушённая палитра выражает бесцельность Ромдо и его граждан, в то время как коричневая на внешней стороне купола подчёркивает медленное восстановление мира после почти полного уничтожения тысячу лет назад. Резкий дизайн и тёмная гамма Рил созданы как антитеза образу Винсента, контрастируя с ним и дополняя его. Не нужно внимать тому, как окружение регента, названное в честь известных философов и представленное в виде классических статуй, скандировало Декарта в конце, чтобы люди поняли, почему они совершили свои поступки; всё проявляется во взаимодействии с подчинёнными и поведении при встрече с Прокси Первым. 
Ergo Proxy — смешанная картина, сочетающая в себе «множество впечатляющих идей в элегантной развлекательной упаковке». Но для некоторых людей этого недостаточно, чтобы смягчить проблемы, поскольку критики указывают на тематическую поверхностность и слабое повествование как на самые серьёзные минусы. Некоторые сцены начинаются и заканчиваются так внезапно, что вряд ли хватит времени, чтобы осознать произошедшее. Подобные обрывы следует рассматривать как отсылку к ошибочности памяти и познания, к чему часто возвращаются в сериале, либо результат монтажа и чрезмерно сокращённого повествования. Хотя Ergo Proxy может показаться уценённым Texhnolyze с примесью «Экспериментов Лэйн» и «Аниматрицы», сериал выступает убедительным примером того, как стиль может использоваться в качестве содержания. Аниме удаётся балансировать на грани между ужасом, трагедией, научной фантастикой и фэнтези. Одним из лучших средств, доступных шоураннерам при исследовании эффектов вируса Cogito, а также сил каждого Прокси, является «зловещая долина». Несмотря на отсутствие многих деталей, которые могли бы лучше раскрыть сюжет (особенно когда для изучения психической травмы используется техника «потери времени»), здесь также достаточно вещей, чтобы гарантировать завершённость линий Рил и Винсента — они находят и принимают смысл своего существования, даже если остальной мир хочет, чтобы они не останавливались. В конце явно есть предпосылки для продолжения, и факт, что зрители так и не увидели это, является ещё одной упущенной возможностью. Независимо от того, чем он мог бы стать, сериал остаётся символом аниме середины 2000-х годов, когда режиссёрам предоставлялись многочисленные возможности, чтобы исследовать темы и форматы, которые обычно считаются непригодными для рынка или просто неприбыльными. Ergo Proxy подчёркивает, что никто не может выбирать, кем родиться. Но когда первоначальная цель уходит, люди ищут другую, более значительную личную истину, которая вернёт им утраченный смысл, независимо от того, чем придётся пожертвовать, чтобы достичь этого. И хотя Декарт был основой, на которой выстраивались сюжет и споры сериала, возможно, цитата Сэмюэла Беккета в конце его романа «Безымянный» соответствует тону последних сцен: «Я не могу продолжать. Я продолжу».